# Nick Thoman
Nicholas "Nick" Thoman (ur. 6 marca 1986 w Cincinnati) – amerykański pływak, mistrz i wicemistrz olimpijski, mistrz świata na długim basenie oraz mistrz świata na krótkim basenie.
Thoman specjalizuje się w pływaniu stylem grzbietowym. Jego największym sukcesem w karierze jest wywalczenie dwóch medali igrzysk olimpijskich w Londynie w 2012 roku. Złoty medal zdobył w sztafecie 4 × 100 m stylem zmiennym, a srebrny na dystansie 100 m stylem grzbietowym.
Na mistrzostwach świata Thoman zdobył jeden medal, złoty, w 2011 roku w Szanghaju w sztafecie 4 × 100 m stylem zmiennym. Na mistrzostwach świata na basenie krótkim w Dubaju w 2010 roku Amerykanin zdobył również złoty medal w tej samej konkurencji.